# Titan Rain
Titan Rain est le nom qui a été donné à une série d'attaques informatiques coordonnées visant des systèmes d'information américains. Ces attaques ont débuté en 2003 et auraient duré 3 ans. L'action principale des attaques semble avoir été la récupération massive d'informations auprès d'organismes variés, y compris militaires ou via des contractants tels que Lockheed Martin, Sandia National Laboratories, Redstone Arsenal ou la NASA.

## Origine de l'attaque
L'importance, la durée de cette attaque ainsi que la très bonne organisation des attaquants font de Titan Rain une des premières APT (Advanced persistent threat,   traduction littérale, menace persistante avancée).
Toutefois l'origine n'a jamais été prouvée formellement : de nombreuses traces remontent jusqu'à des systèmes basés en Chine, sans que l'on sache si ce sont les machines de départ ou de simples machines de rebond.